# Episodi di Ace Lightning (seconda stagione)
La seconda stagione della serie televisiva Ace Lightning è stata trasmessa in anteprima nel Regno Unito dalla CBBC tra il 6 aprile 2005 e il 18 maggio 2005.
In alcune parti del mondo questa stagione è stata mandata in onda nel 2004 ma solo l'anno successivo in UK per ragioni che non si conoscono.
A causa dello scarso gradimento riservato alla prima stagione, negli Stati Uniti d'America questa stagione è inedita.
| nº | Titolo originale         | Titolo italiano | Prima TV UK    | Prima TV Italia |
| -- | ------------------------ | --------------- | -------------- | --------------- |
| 1  | Upgrades                 |                 | 6 aprile 2005  |                 |
| 2  | The Game's On            |                 | 8 aprile 2005  |                 |
| 3  | Uninvited Guest          |                 | 13 aprile 2005 |                 |
| 4  | A Secret Life            |                 | 15 aprile 2005 |                 |
| 5  | Welcome to the Nightmare |                 | 20 aprile 2005 |                 |
| 6  | The Search for Sparx     |                 | 22 aprile 2005 |                 |
| 7  | Bound to Fail            |                 | 27 aprile 2005 |                 |
| 8  | Formula for Disaster     |                 | 29 aprile 2005 |                 |
| 9  | Choices                  |                 | 5 maggio 2005  |                 |
| 10 | Rotgut Rides Again       |                 | 6 maggio 2005  |                 |
| 11 | Putting It Together      |                 | 11 maggio 2005 |                 |
| 12 | Kilobyte Bites Back      |                 | 13 maggio 2005 |                 |
| 13 | The Master Plan          |                 | 18 maggio 2005 |                 |